# Matijovo
Matijovo (ukrajinsky Матійово, maďarsky Mátyfalva), je vesnice ve Vylocké vesnické komunitě v beherovském okrese Zakarpatské oblasti Ukrajiny. V roce 2001 zde žilo 1069 obyvatel, z toho 66,54 % obyvatel maďarské národnosti.

## Historie
První písemná zmínka pochází z roku 1326, kdy ves byla uvedena pod názvem Magfolua. V roce 1717, při tatarském vpádu, bylo ve vsi zajato 141 obyvatel, z toho 48 obyvatel se ze zajetí nevrátilo.Do Trianonské smlouvy byla obec součástí Uherska, poté byla součástí Československa. Za první československé republiky byla obec vedena pod názvem Matyfalva. Po druhé světové válce (do roku 1995) se ves jmenovala Matieve (ukrajinsky Матієве).

## Osobnosti
- Imre Székely (1823–1887), klavírista, skladatel